# Oreophryne graminis
Espèce
Oreophryne graminis est une espèce d'amphibiens de la famille des Microhylidae.

## Répartition
Cette espèce est endémique de la province d'Enga en Papouasie-Nouvelle-Guinée. Elle se rencontre à 3 122 m d'altitude.

## Description
Les mâles mesurent de 15,7 à 18,5 mm et la femelle 22,1 mm.

## Publication originale
- Günther & Richards, 2012 : Five new microhylid frog species from Enga Province, Papua New Guinea, and remarks on Albericus alpestris (Anura, Microhylidae). Vertebrate Zoology, vol. 61, no 3, p. 343-372 (texte intégral).